# Стала Сакура — Тетроде
Стала Сакура — Тетроде (рос. константа Сакура — Тетроде, англ. Sackure — Tetrode constant) — фундаментальна фізична стала, що представляє трансляційний вклад у молярну ентропію,
S0/R = –1.151,
де R— газова стала
S0/R = −1.151 7078(23) for po = 100 kPa
S0/R = −1.164 8708(23) for po = 101.325 kPa.